# ITunes Live: London Festival '08 - CSS
iTunes Live: London Festival '08 – CSS é um EP exclusivo da banda paulistana Cansei de Ser Sexy lançado em 29 de Julho de 2008, pela loja digital do iTunes. O EP foi lançado para promover o iTunes Live: London Festival '08, que foi uma série de shows durante todo o mês de Julho de 2008 na cidade de Londres na Inglaterra.

## Lista de Faixas
1. "Patins"
2. "Rat Is Dead (Rage)"
3. "Air Painter"
4. "Move"
5. "Let's Make Love and Listen to Death from Above"
6. "Alala"